# Paul Besson
Paul Besson (ur. 30 listopada 1925 albo 1926) – szwajcarski zapaśnik walczący w stylu wolnym. Olimpijczyk z Helsinek 1952, gdzie zajął trzynaste miejsce w kategorii do 67 kg.

## Letnie Igrzyska Olimpijskie 1952
| Konkurencja      | Rundy eliminacyjne     | Rundy eliminacyjne | Rundy eliminacyjne      | Klas. końcowa |
| Konkurencja      | Przeciwnik I           | Przeciwnik II      | Przeciwnik III          | Miejsce       |
| ---------------- | ---------------------- | ------------------ | ----------------------- | ------------- |
| 67 kg styl wolny | Risto Talosela (FIN) P | wolny los Z        | Blondie Pienaar (ZPA) P | 13.           |